# Межинский, Семён Борисович
Семён Бори́сович Межи́нский (1889—1978) — русский и советский драматический актёр театра и кино, исполнитель характерных ролей. Народный артист РСФСР (1947).

## Биография
Родился в Купянске 6 октября 1889 года.
В 1918—1919 годах учился в Харьковской школе сценического искусства. После окончания зачислен в Харьковский драматический театр, которым руководил Н. Н. Синельников, также сотрудничал с театром одноактных пьес «Огни».
Работал в Первом Харьковском драматическом театре, московском театре «Комедия», московском Малом театре; снимался в кино.
Скончался 16 октября 1978 года. Похоронен в Москве на Донском кладбище.

## Сценическая биография
Среди ролей: Пастух («Зори» Верхарна), Вурм («Коварство и любовь»); граф Меттерних («Орлёнок» Ростана) и др.
С первых ролей актёра определились основные черты его творчества: темперамент, богатая фантазия, яркая характерность, разнообразие средств и приемов сценической выразительности.
В 1924—1933 годах состоял в труппе Московского театра «Комедия» (бывший Театр Корша). Среди ролей: Гросман («Плоды просвещения»), Остергаузен («Джентльмен» Южина-Сумбатова), Фуше («Мадам Сан-Жен» Сарду), Батов («Яд» А. В. Луначарского), Маргулиес («Время, вперёд!» В. П. Катаева), Кнуров («Бесприданница», 1932) и др.
В 1933—1959 годах служил в Малом театре Москвы. Среди ролей: Феликс Гранде («Евгения Гранде» по роману Бальзака), Фаюнин («Нашествие»), Пологий («Враги»), Штруф («Скутаревский» Леонова), Тарелкин («Смерть Тарелкина» Сухово-Кобылина), Очерет («Слава» Гусева), Сальери («Моцарт и Сальери» Пушкина), Де-Сантос («Уриэль Акоста» Гуцкова), О’Фейлан («Проданная колыбельная» Лакснеса), Милорд Стайн («Ярмарка тщеславия» по роману Теккерея) и др.
Его исполнению присуща сатирическая острота, завершённость пластического и интонационного рисунка, психологическая верность разработки характера. В 1938 году Межинский сыграл одну из лучших своих ролей — Феликса Гранде («Евгения Гранде» по Бальзаку). Актёр наделил сценический образ бальзаковского скупца природным живым умом хитрого и лицемерного, изворотливого человека. Большой удачей актёра было исполнение роли Фаюнина («Нашествие», 1943).

## Роли в кино
- 1938 — Болотные солдаты — аптекарь
- 1938 — Профессор Мамлок — профессор Мамлок
- 1941 — Валерий Чкалов — Орджоникидзе
- 1943 — Кутузов — Наполеон I
- 1948 — Суд чести — американский учёный Картер
- 1960 — Евгения Гранде — господин Феликс Гранде

## Награды и премии
- Заслуженный артист РСФСР (?).
- Народный артист РСФСР (1947).
- орден Трудового Красного Знамени (01.02.1939) — за исполнение главной роли в фильме «Профессор Мамлок» (1938).
- орден Трудового Красного Знамени (26.10.1949) — за выдающиеся заслуги в развитии русского театрального искусства и в связи с 125-летием со дня основания Государственного ордена Ленина Академического Малого театра[2].
- орден Красной Звезды (14.04.1944).
- орден «Знак Почёта» (23.09.1937) — за выдающиеся заслуги в деле развития русского театрального искусства.